# Zhou Jieqiong
Zhou Jieqiong, (en coréen : 주결경) (chinois simplifié : 周洁琼 ; pinyin : Zhōu Jiéqióng) née le 16 décembre 1998 à Taizhou, est une chanteuse et actrice chinoise basée en corée du sud. Elle est membre du groupe I.O.I.